# Georges Richard

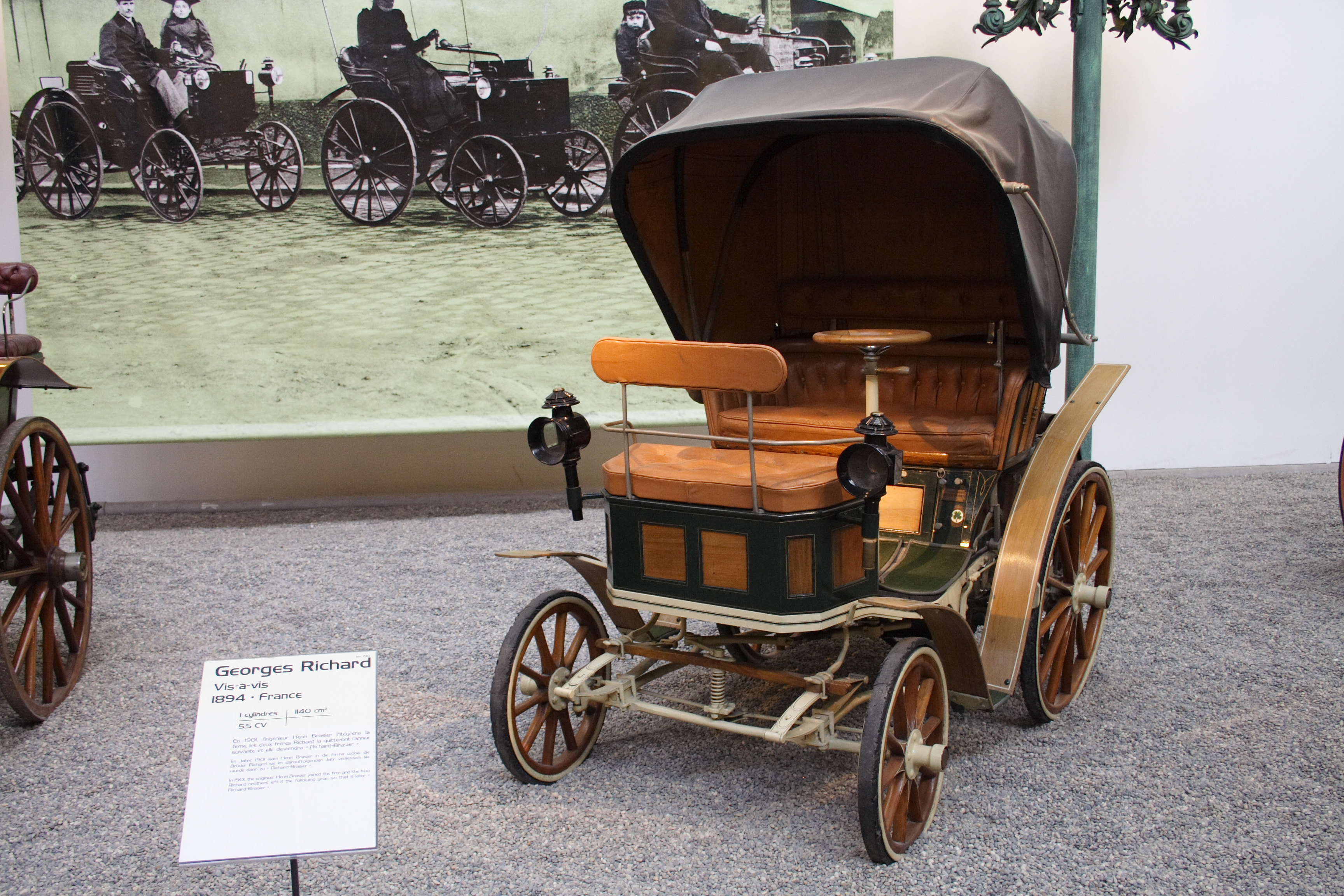
Georges Richard Vis-a-vis z roku 1894 s jednoválcem o objemu 1140 cm³

Société des Anciens Etablissements Georges Richard byla francouzská automobilka, vyrábějící osobní automobily v letech 1893 až 1907. Jejím sídlem bylo Ivry-Port, jedno z předměstí Paříže. Emblémem byl čtyřlístek.

## Historie

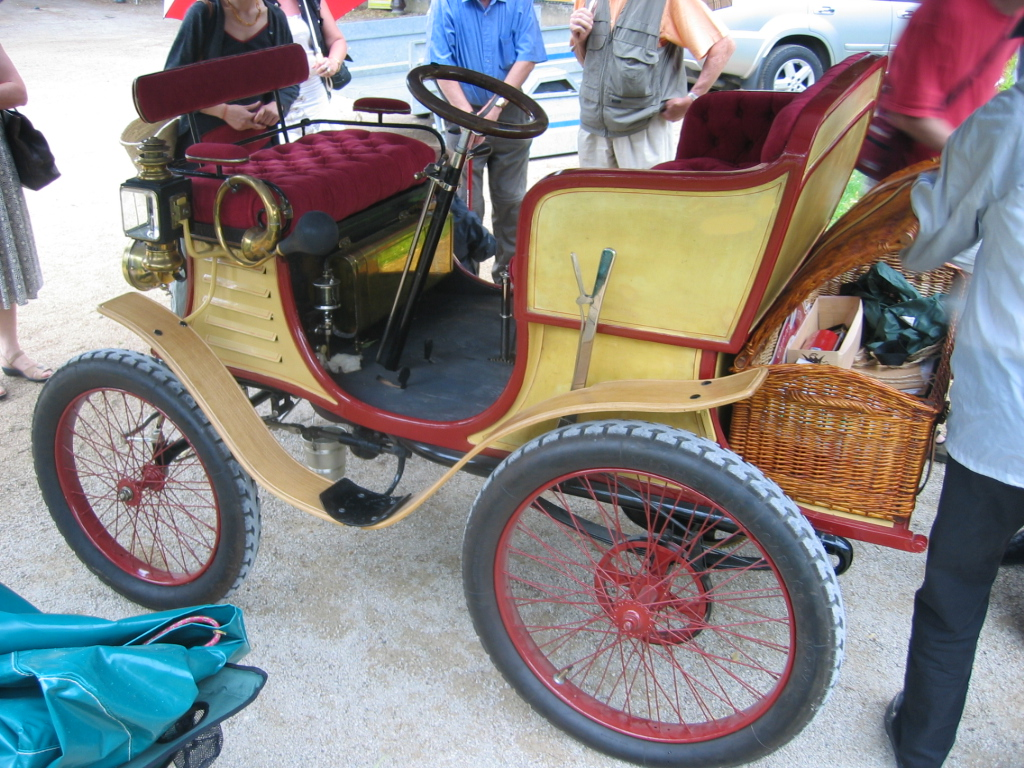
Model Georges Richard 1901

Firmu založili v roce 1893 bratři Georges a Maxime Richard. Společnost nejprve vyráběla a obchodovala s jízdními koly. O tři roky později vyráběla vozítka velmi podobná tehdejšímu Benzově modelu Velo. Zda byl design licencován, či zda šlo čistě o pirátství není známo. V roce 1899 byla firma reorganizována a začala vyrábět větší vozy s dvouválcovým motorem horizontálně uloženým vpředu. Podobnost s Benzovými vozy byla stále zjevná i pro stále používané levostranné řízení.
K rozšíření nabídky byla zakoupena licence na vozy belgické firmy Vivinus. Ty byly rovněž poháněny pomocí řemene, ale měly svislý jednoválcový vzduchem chlazený motor uložený vpředu. Těchto vozidel bylo v následujících letech vyrobeno několik stovek a to nejen samotnou továrnou Georges Richard ale i ve dceřiných společnostech New Orleans v Anglii a Dietrich v Německu.
V roce 1901 továrna angažovala konstruktéra Henriho Brasiera, do té doby šéfkonstruktéra u firmy Mors. Hned v roce následujícím uvedla na trh nové modely pod novým jménem Richard-Brasier. Koncem roku 1905 Georges Brasier společnost opustil, aby založil novou vlastní značku.
Od roku 1907 nebyl pod jménem Georges Richard vyroben žádný automobil. V roce 1914 se Georges Richard stal spoluzakladatelem automobilky UNIC. Není známo kdy tuto firmu opustil.